# Proserpina (Rossetti, Tate)

Proserpina  é uma pintura a óleo sobre tela do pintor e poeta inglês pré-rafaelita Dante Gabriel Rossetti datada de 1874, sendo a sétima versão do mesmo tema pelo pintor, e que se encontra actualmente na Tate Britain, em Londres.
É representada em típico estilo pré-rafaelita a deusa grega e romana Proserpina que foi castigada a viver no submundo durante o inverno. Nas mitologias grega e romana, Proserpina era filha de Ceres e foi levada para o submundo (Hades) por Plutão, que se casou com ela apesar dela estar enamorada por Adónis. Quando Ceres lhe pediu para a filha voltar para a Terra, Júpiter concordou na condição de Proserpina não comer nenhuma fruta do Hades. Mas como comeu seis grãos de romã, como castigo Proserpina foi obrigada a permanecer seis meses (inverno) por ano no Hades, podendo voltar ao mundo superior nos outros seis meses (verão).
Proserpina, tal como a modelo Jane Morris, é uma mulher bela e requintada, com traços do rosto delicados, mãos finas e pele perfeitamente clara, adornada pelo cabelo negro espesso. Rossetti pintou-a num momento em que a sua saúde mental era muito precária e a sua paixão por Jane Morris estava no momento mais obsessivo.

## Descrição
Rossetti escreveu acerca de Proserpina

Está representada num corredor sombrio do seu palácio, com o fruto fatal na sua mão. Quando está a passar, uma luz de alguma fresta que se abriu de repente projeta-se na parede atrás dela, permitindo por um momento o vislumbre do mundo superior; e ela olha furtivamente para lá, imersa em pensamentos. O queimador de incenso está ao lado dela como o atributo de uma deusa. O ramo de hera no fundo pode ser tomado como um símbolo das memórias que perduram.
Incapaz de se decidir pela pintura ou pela poesia, a obra de Rossetti está impregnada da sua imaginação poética e pela interpretação pessoal das fontes literárias. O seu soneto que acompanha esta obra é um poema de saudade: "Longe de mim me sinto; e sempre sonhando" (ver o soneto a seguir), sendo uma alusão incontornável ao seu anseio de seduzir Jane justicando-se com o casamento infeliz dela com William Morris. Proserpina tinha sido presa no reino subterrâneo de Plutão por ter provado o fruto proibidoː a romã. Jane, presa pela convenção (contrato nupcial), está também a degustar o fruto proibido. Há um outro significado subjacente na pintura, pois Rossetti esteve durante anos com Jane em Kelmscott Manor nos meses de verão, voltando ela para o marido William Morris no inverno, fazendo assim o paralelismo com a liberdade de Proserpina no verão.
O simbolismo nesta pintura de Rossetti indica incisivamente a situação de Proserpina, tal como a de Jane Morris, dividida esta entre o marido e pai das suas duas filhas adoradas, e o seu amante. A romã atrai a atenção, combinando a cor dos seus grãos com a dos lábios carnudos de Proserpina. A hera atrás dela, como Rossetti afirma, representa a memória que não despega e a passagem do tempo; a sombra na parede é a estada no Hades, e o reflexo da luz solar, o vislumbre da terra. O vestido, como água derramada, sugere o vaivém das marés, e o queimador de incenso representa a imortalidade do tema. Os olhos tristes de Proserpina, que são do mesmo azul frio da maior parte da pintura, olham indiretamente para o "outro" mundo. No geral, os tons escuros dominam o conjunto cromático da obra.
Embora tenha inserido a data de 1874 na pintura, Rossetti trabalhou durante sete anos em oito telas diferentes antes de terminar a obra. A pintura está assinada e datada num hipotético rolo de pergaminho no canto inferior esquerdo: 'DANTE GABRIELE ROSSETTI RITRASSE NEL CAPODANNO DEL 1874' (em italiano) (Dante Gabriel Rossetti pintou no início de 1874). A moldura, desenhada por Rossetti, tem medalhões que se assemelham a uma seção de romã, refletindo a que Proserpina tem na mão.

## O soneto inserido

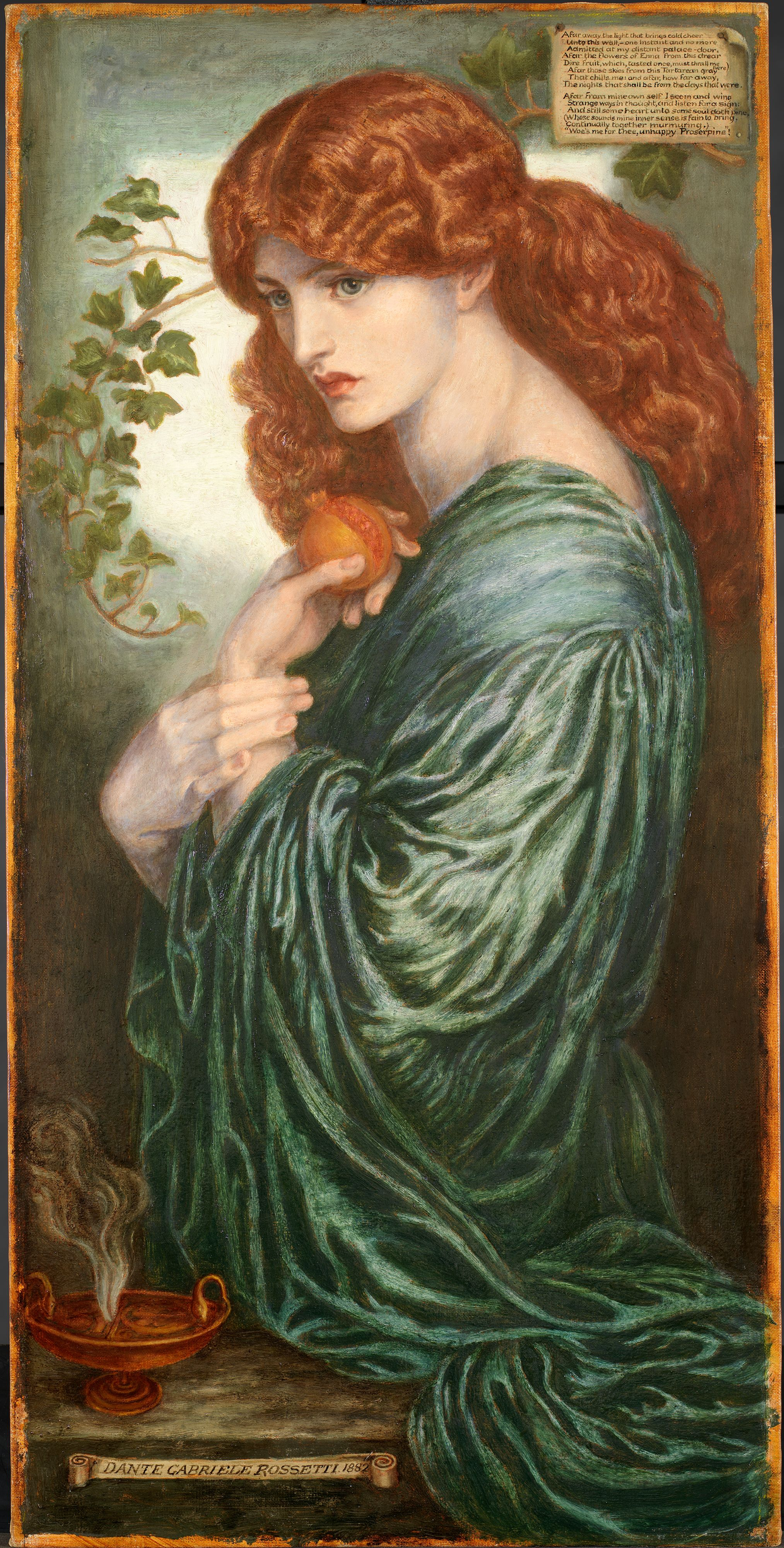
Proserpina (1882), Rossetti, Birmingham Museum and Art Gallery. Óleo sobre tela com 78,7 cm x 39,2 cm; trata-se da oitava e última versão do tema, pintada para L. R. Valpy Esq. como cópia em escala reduzida da versão da Tate e que foi concluida em Birchington, apenas alguns dias antes da morte de Rossetti.

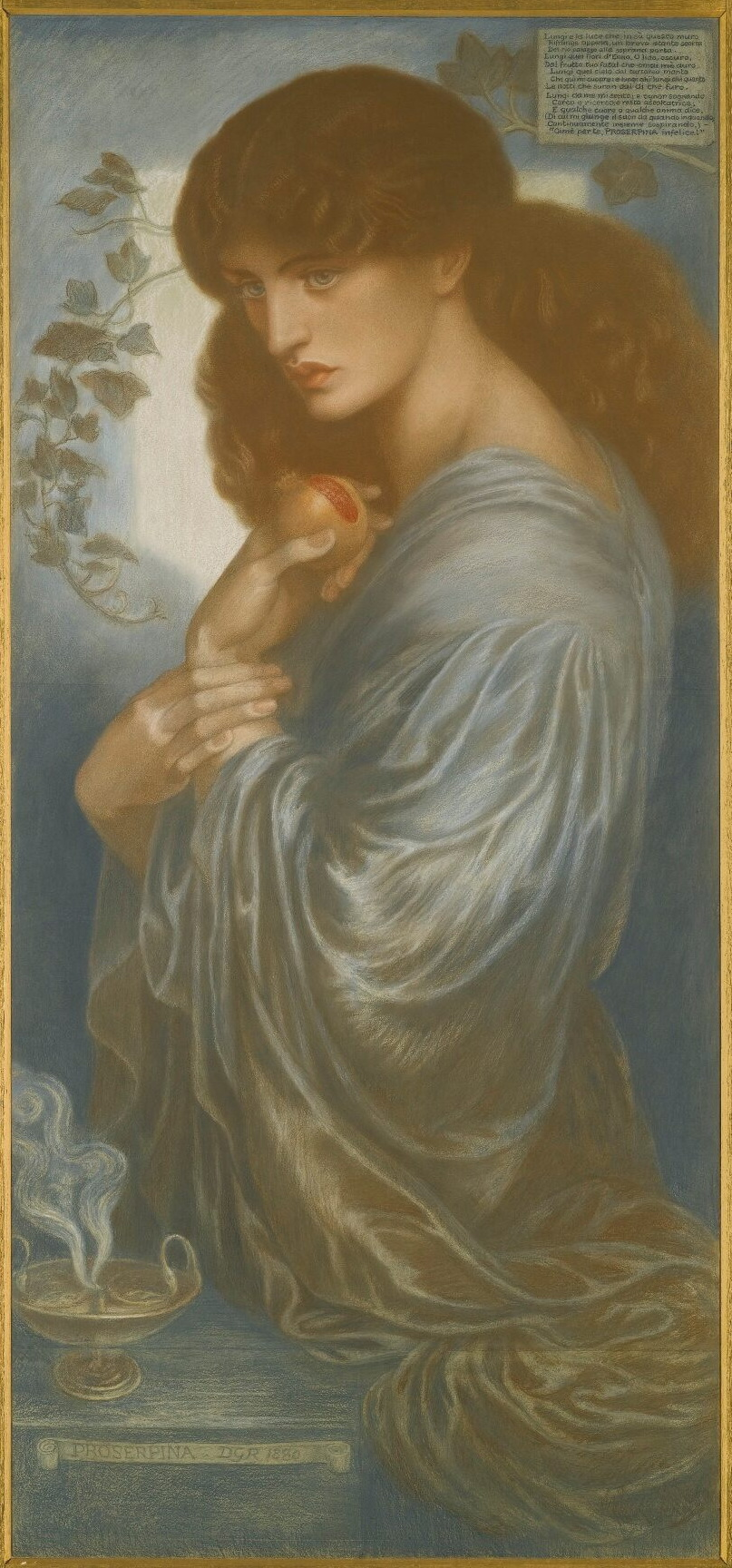
Proserpina (1880), Rossetti. Pastel com 120 × 56 cm; em coleção particular.

No canto superior direito de Proserpina foi inserido pelo artista um soneto seu em italiano. O mesmo soneto em inglês está inscrito na moldura:
| Texto original | Tradução livre |
| --- | --- |
| Lungi è la luce che in sù questo muro Rifrange appena, un breve istante scorta Del rio palazzo alla soprana porta. Lungi quei fiori d'Enna, O lido oscuro, Dal frutto tuo fatal che omai m'è duro. Lungi quel cielo dal tartareo manto Che quì mi cuopre: e lungi ahi lungi ahi quanto Le notti che saràn dai dì che furo. Lungi da me mi sento; e ognor sognando: Cerco e ricerco, e resto ascoltatrice; 10 E qualche cuore a qualche anima dice, (Di cui mi giunge il suon da quando in quando, Continuamente insieme sospirando,)— “Oimè per te, Proserpina infelice!” | De longe é a luz que nesta parede Se reflete apenas, um breve instante, Que do rio pela porta do palácio passou. Longe as flores de Enna, ó lido escuro, Do teu fruto fatal que agora tão me é duro. Longe qual céu de manto escuro Tal como o meu coração, e ai longe, ai tão longe As noites que serão dos dias que foram. Longe de mim me sinto; e sempre sonhando Procuro e volto a procurar, e fico à espera; E qualquer coração a qualquer alma diz, (Dos quais me chegam o som de tempos em tempos, Continuamente juntos suspirando,) - "Ai de ti, infeliz Proserpina!" |

## História
Rossetti começou a trabalhar nesta obra em 1871 e pintou pelo menos oito versões diferentes, a última completada apenas em 1882, o ano da sua morte, tendo as primeiras versões sido encomendadas por Charles A. Howell. A pintura objecto deste artigo é a chamada sétima versão e foi encomendada por Frederick Richards Leyland, que está agora na Tate Gallery, estando a última versão, muito semelhante à da Tate, no Birmingham Museum and Art Gallery.
Leyland encomendou a Rossetti dezoito pinturas, sem contar com as encomendas não satisfeitas. Logo após a entrega da pintura, Leyland e Rossetti pensaram na hipótese de um tríptico de Rossetti, que acabou por ser formado com Mnemosine, The Blessed Damozel e Proserpine. Três outras pinturas de Rossetti foram colocadas no salão da residência de Leyland (imagem abaixo) às quais este apelidava de "encantadoras."